# Amstelveen
Amstelveen – miasto i gmina w zachodniej Holandii (prowincja Holandia Północna). W grudniu 2022 roku miasto liczyło 94 497 mieszkańców.

## Urodzeni w Amstelveen
- Kitty van Male – holenderska hokeistka na trawie
- John David Hubaldus Lehman – holenderski duchowny katolicki, wikariusz apostolski Wysp Cooka

## Miasta partnerskie
- Woking, Wielka Brytania
- Villa El Salvador, Peru
- Tempelhof-Schöneberg, Niemcy
- Óbuda, Węgry